# Museo de Artes Aplicadas (Budapest)

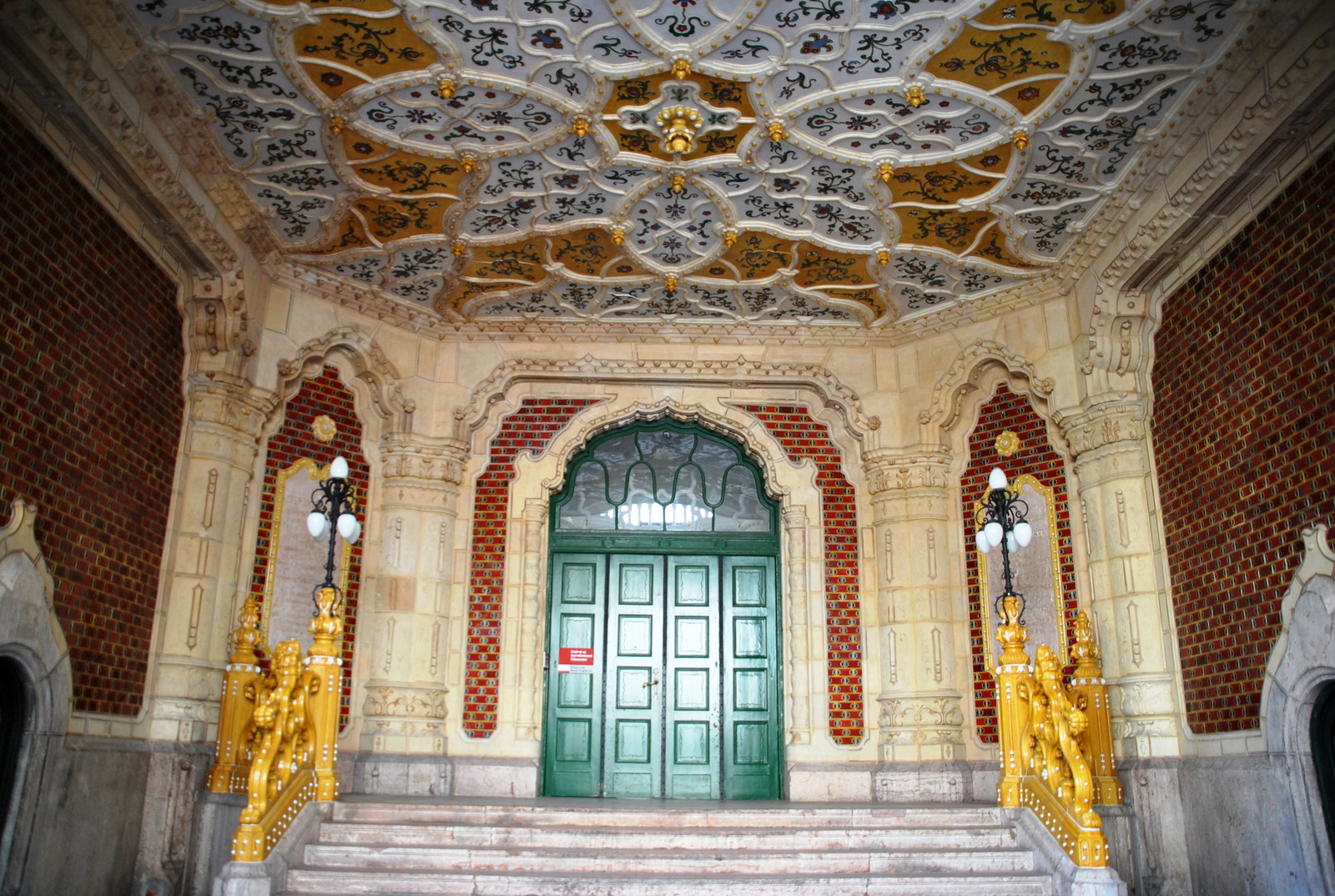
El hall abierto del museo

El Museo de Artes Aplicadas (en húngaro: Iparművészeti Múzeum, o, IMM) es un museo húngaro ubicado en Budapest. Es el tercer museo de artes aplicadas más antiguo del mundo (tras el londinense Museo de Victoria y Alberto y el Museo de Artes Aplicadas de Viena) y uno de los más importantes de la actualidad.
Además del edificio principal en la avenida Üllői (la arteria viaria más larga de Budapest), el museo, que alberga también una importante biblioteca, tiene dos sedes más en el Museo Hopp Ferenc de Artes Orientales y en el palacio Nagytétény. Recientemente, la junta directiva del museo ha informado de unas inminentes obras de restauración del antiguo edificio.

## Historia
El edificio del museo fue construido entre 1893 y 1896 habiendo sido diseñado por Ödön Lechner en estilo modernista húngaro (la Secesión Húngara, relacionada con la Secesión de Viena). Su tejado de tono verdoso e interiores fueron diseñados con elementos hindúes, mogol e islámicos.
Ya en 1872 el parlamento húngaro asignó 50.000 forintos para la adquisición de obras de artes aplicadas en la Exposición Mundial de Viena de 1873. El estado húngaro pudo hacerse con piezas singulares de algunas colecciones vienesas como parte del Imperio austrohúngaro. Esas piezas forman en la actualidad la base del espacio expositivo. La colección fue aumentando a lo largo de las décadas y se mostró al público por primera vez en la Galería Nacional Húngara, en Budapest, mudándose posteriormente a la Antigua Galería de Arte.
A principios de la década de 1890 se adquirió una parte de la céntrica calle Hőgyes Endre, solicitando la licitación para la planificación del museo y la adyacente Escuela de Artes y Oficios. Tras su obtención en 1893 comenzaron los trabajos de construcción, siendo inaugurado el museo el 25 de octubre de 1896.

## Colección
El museo alberga colecciones de metalurgia, mobiliaria, textiles y vidrio. Particularmente notable es la colección de arte popular húngaro, sobre todo la porcelana, aunque también se exhiben objetos de arte hindú e islámico.

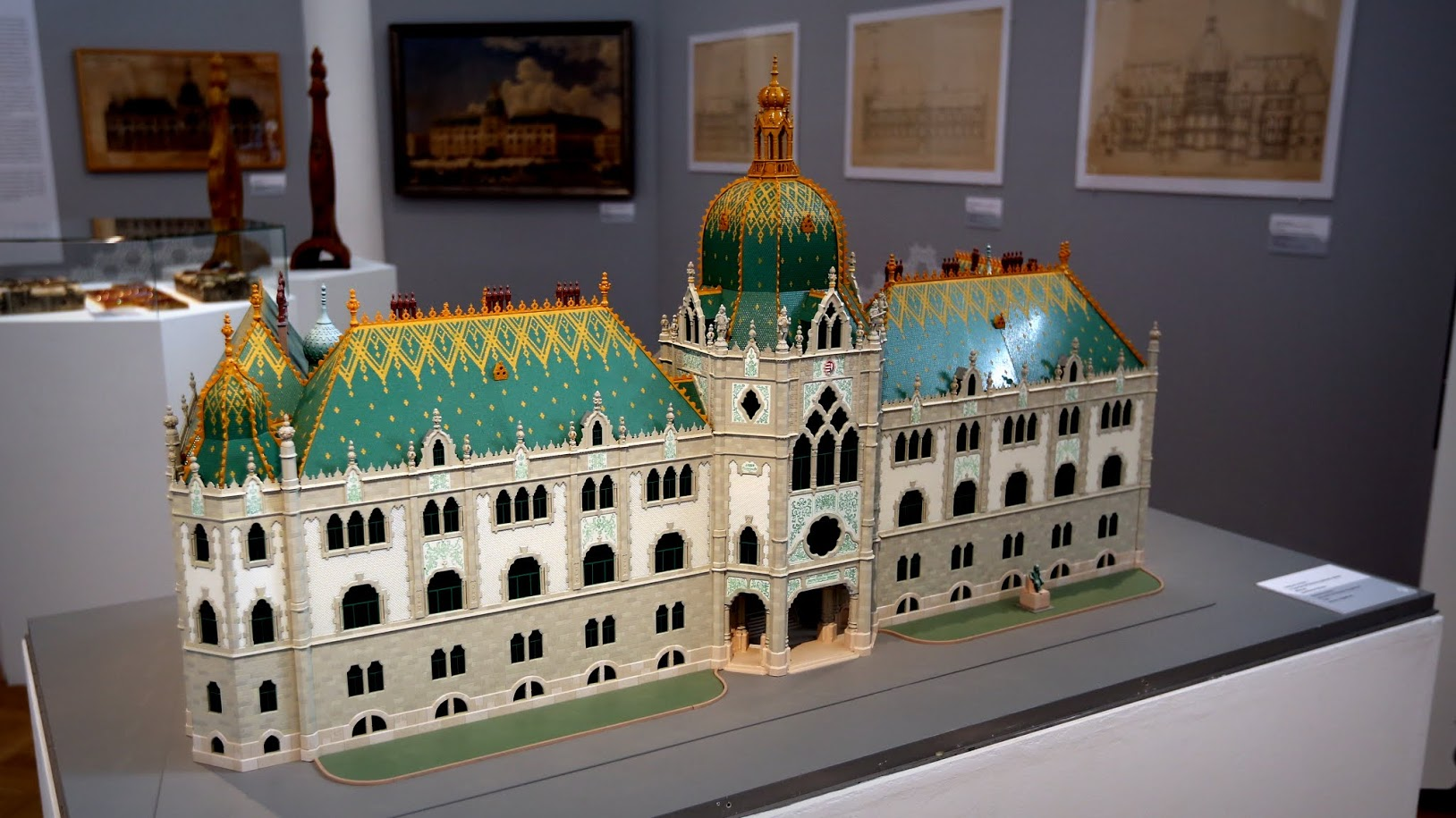
Maqueta del edificio
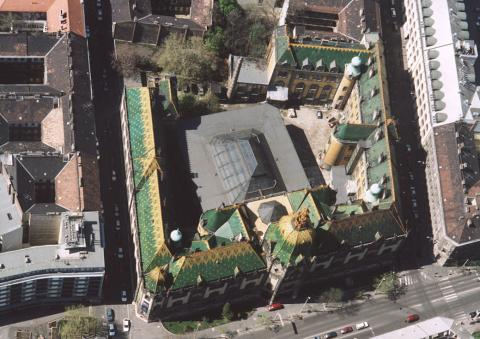
Vista aérea del edificio
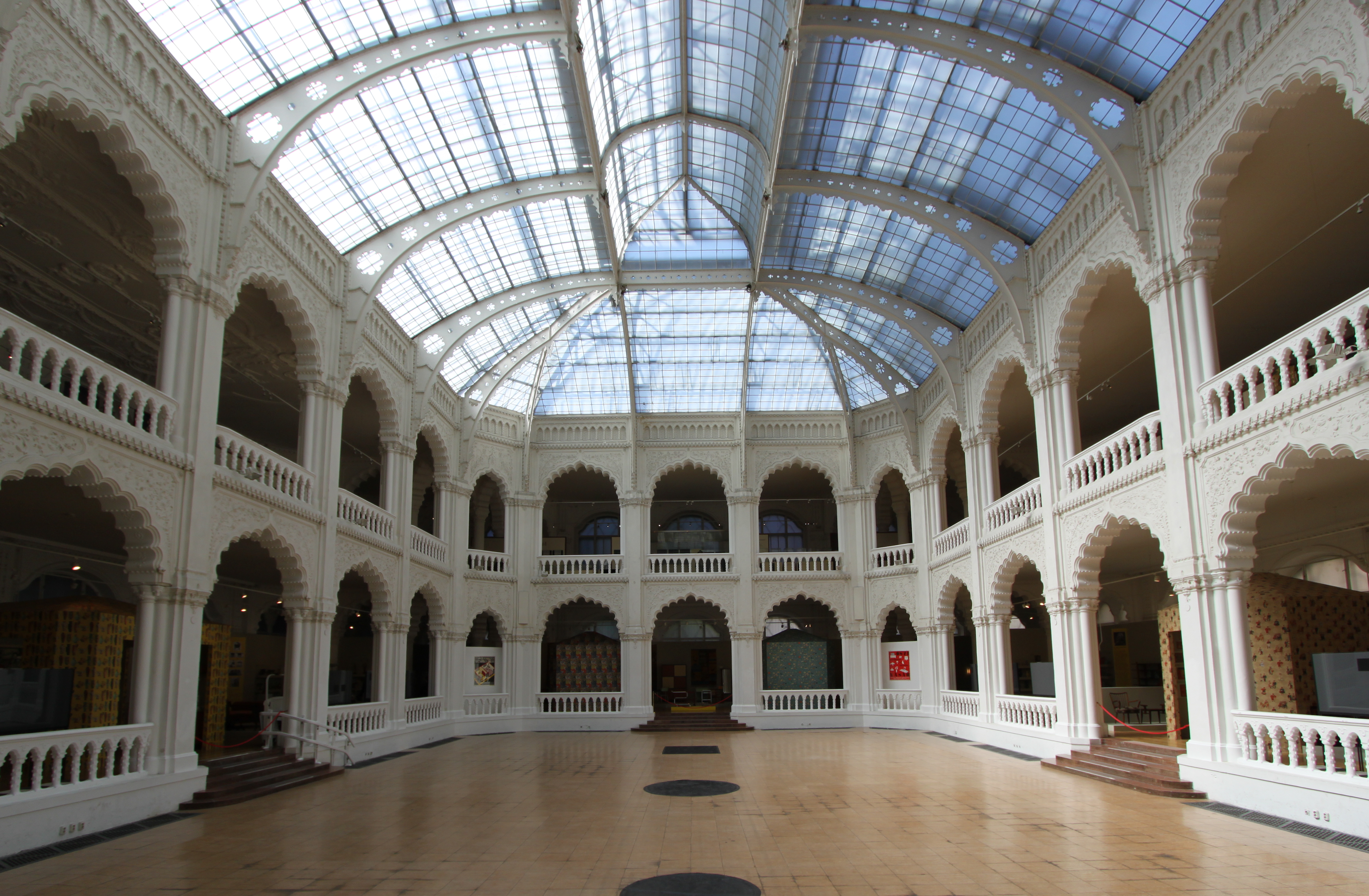
Atrio del museo
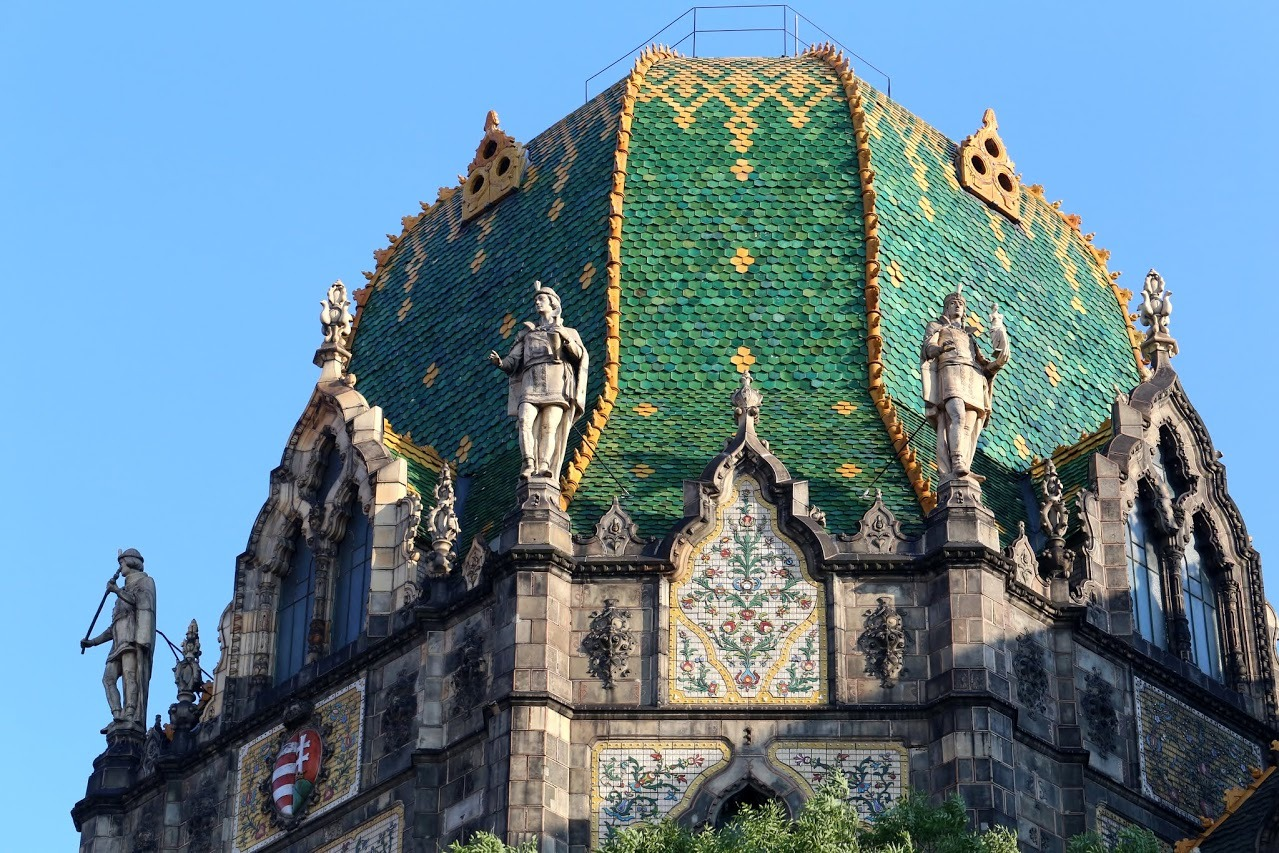
Detalle de la cúpula

Colecciones
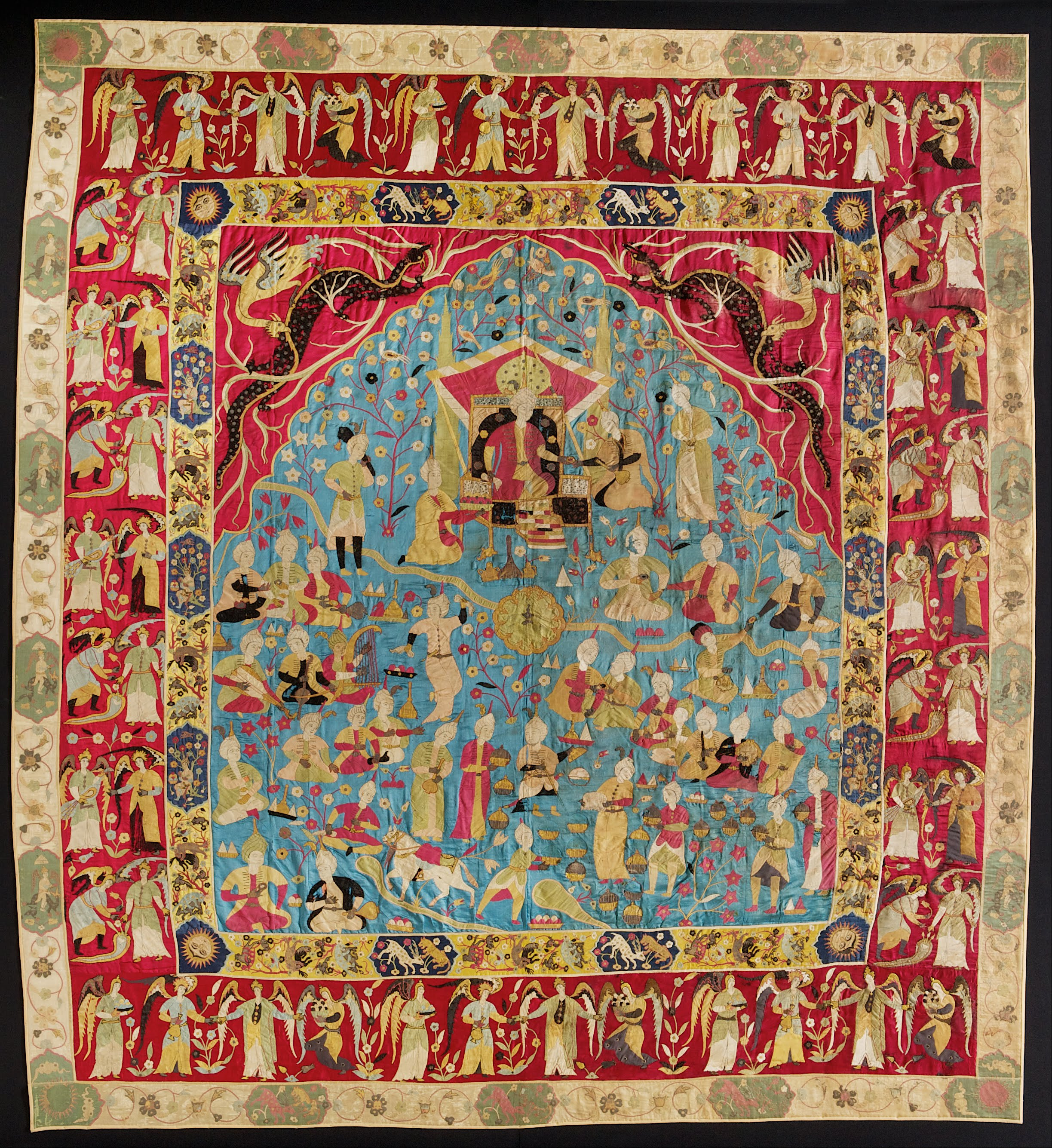
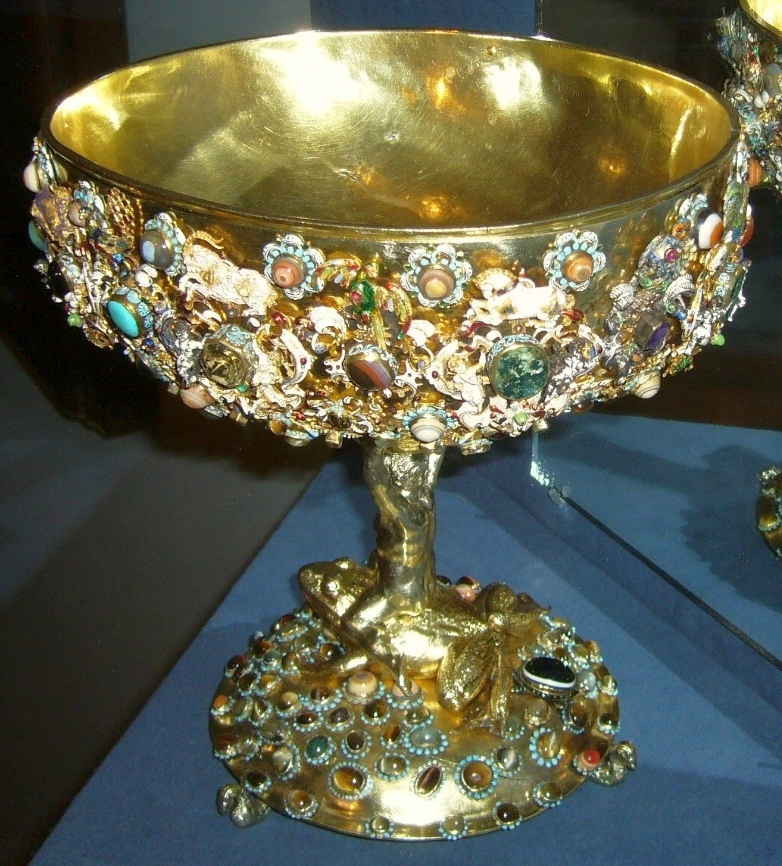
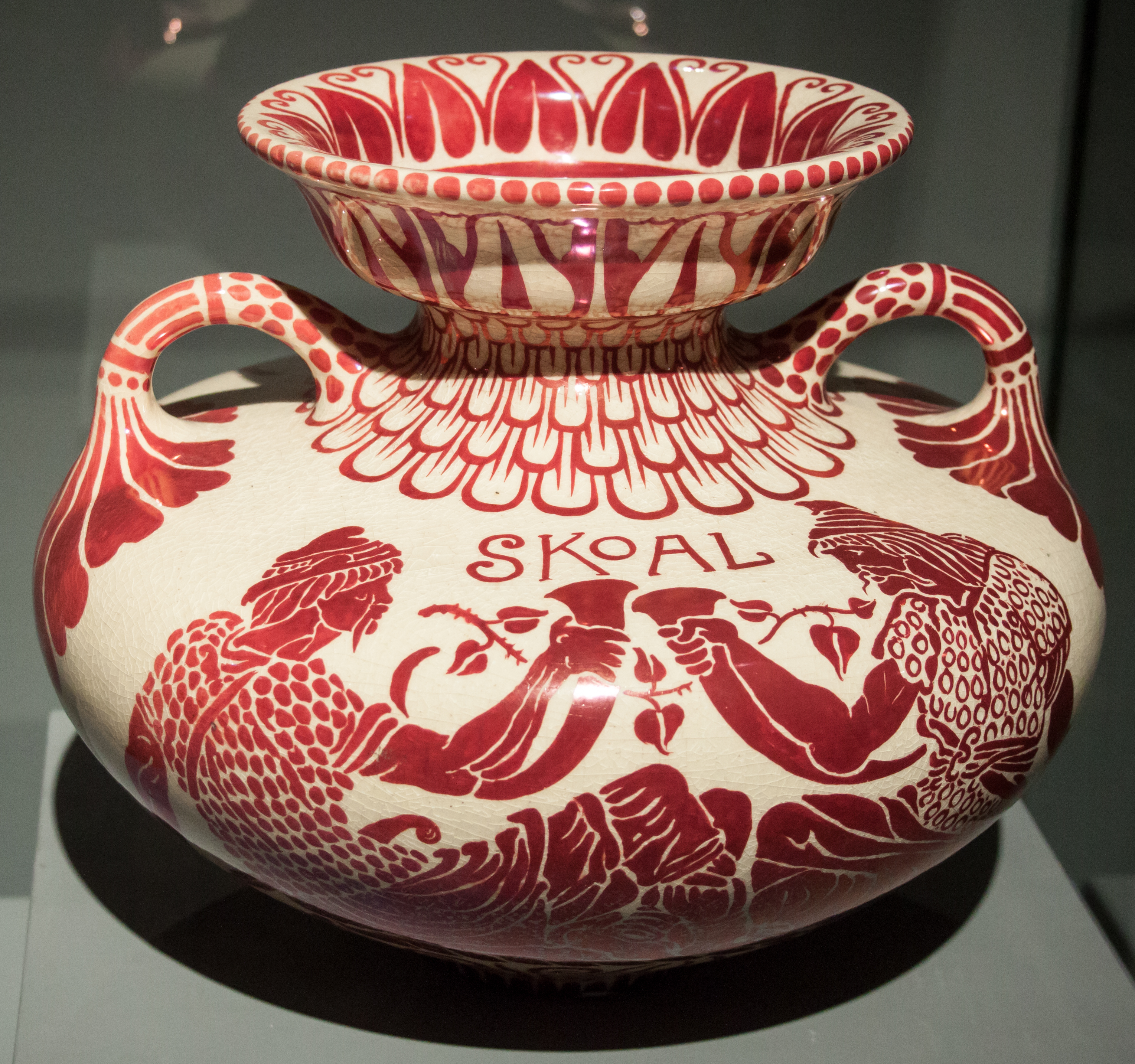
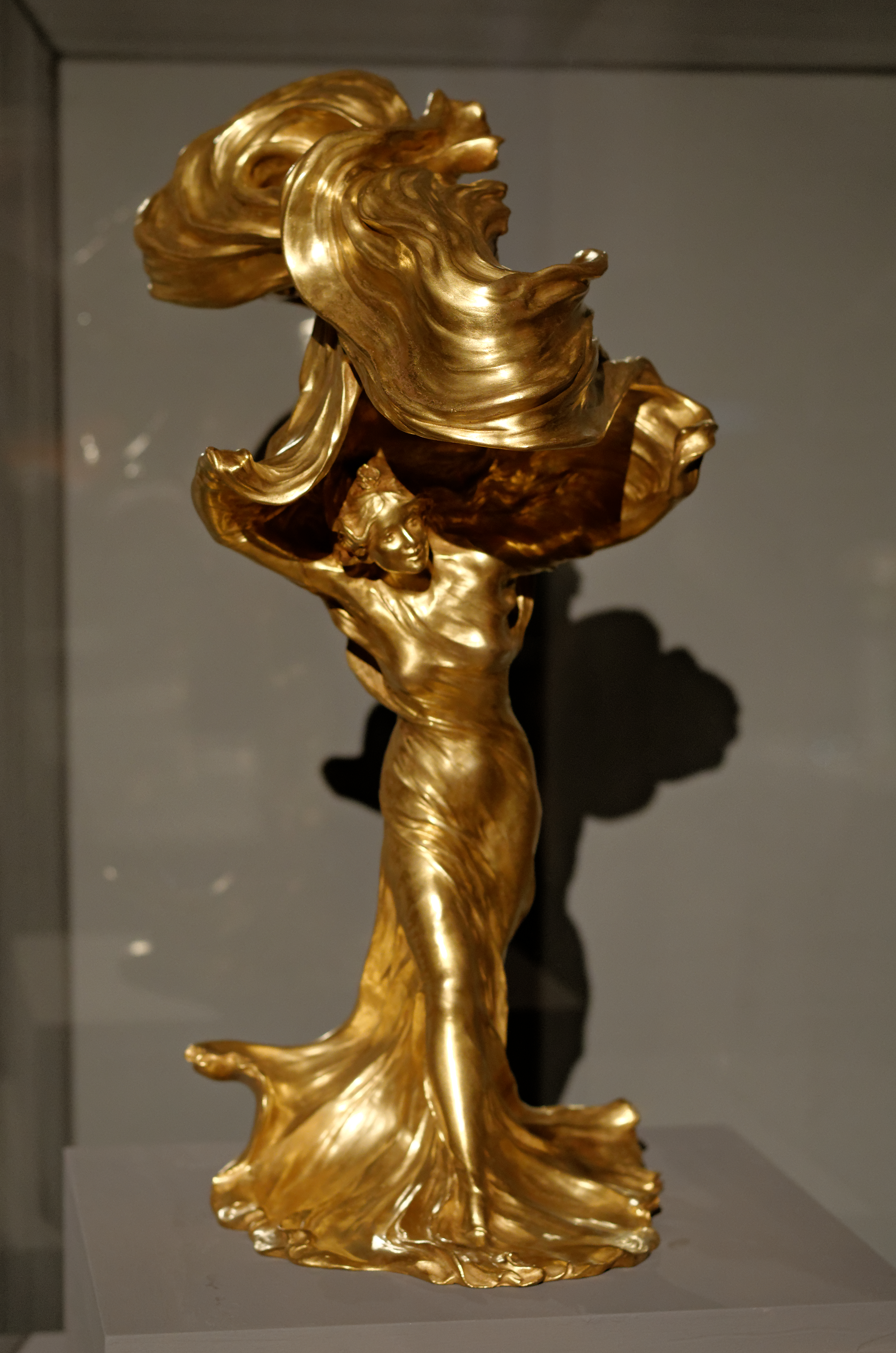
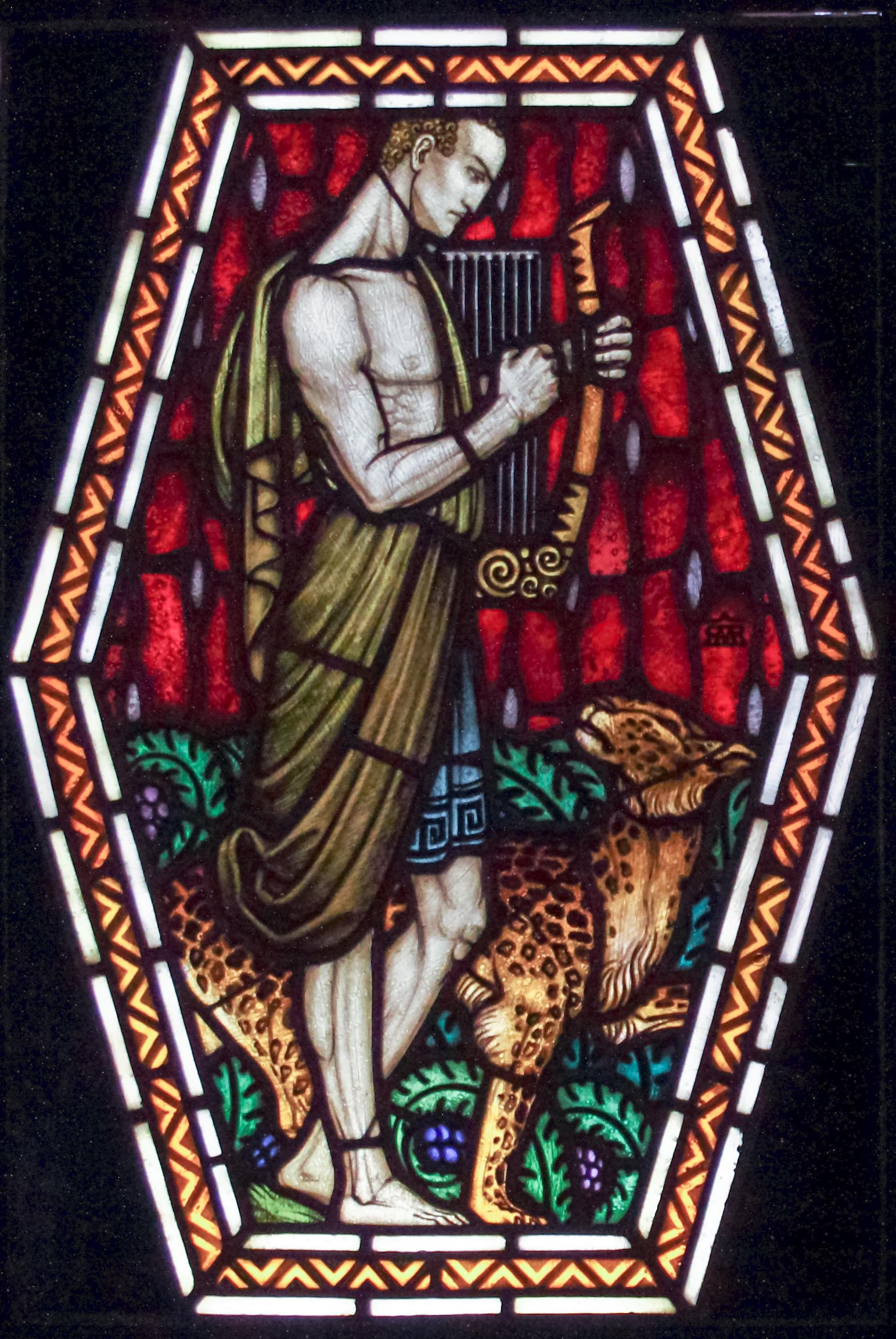
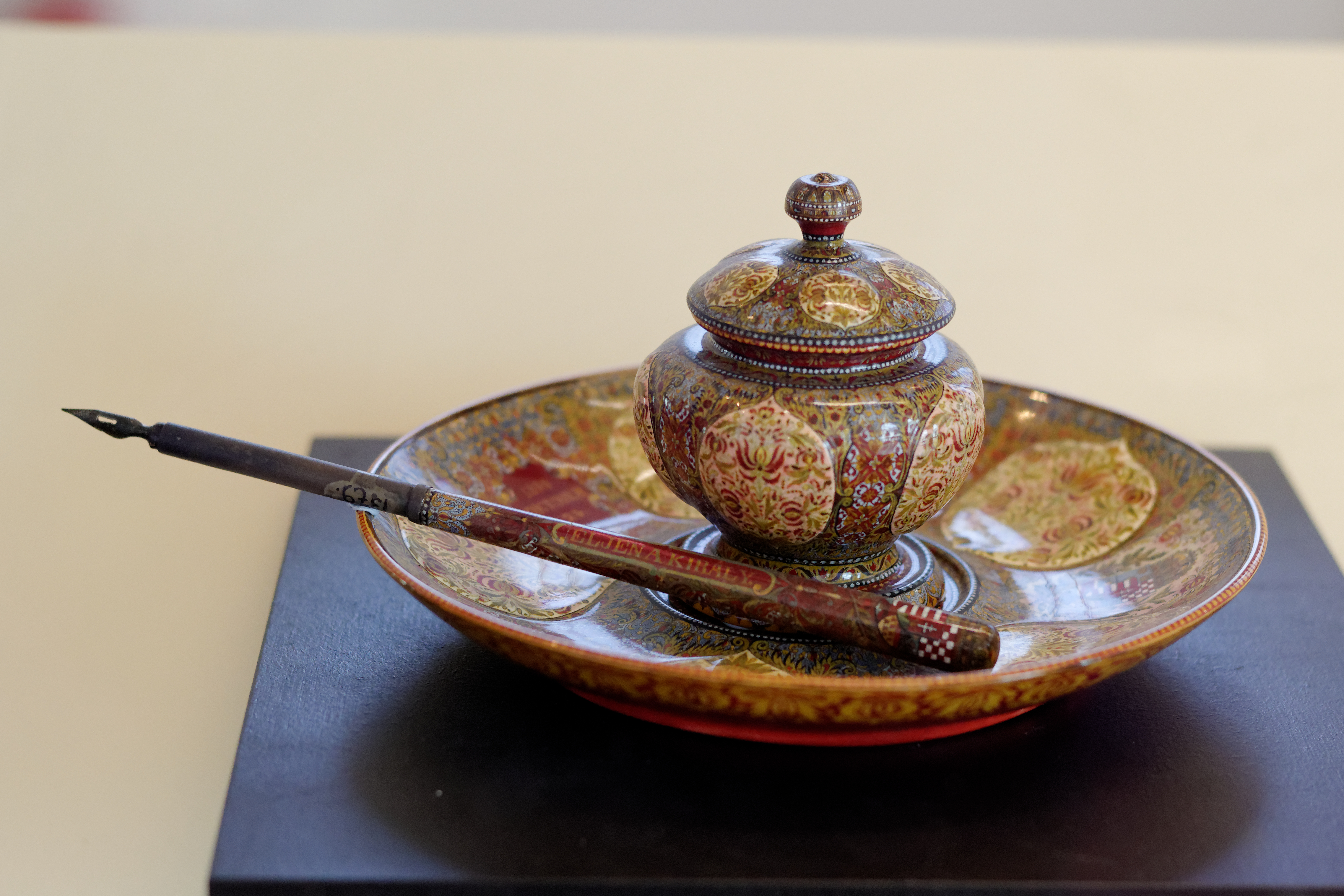